# Siàglitsi (possiólok)
|  | Per a altres significats, vegeu «Siàglitsi». |

Siàglitsi (en rus: Сяглицы) és un poble (un possiólok) de l'óblast de Leningrad, a Rússia, que el 2017 tenia 98 habitants, pertany al districte de Vólossovo.